# シュタウフェンベルク (ヘッセン)
シュタウフェンベルク (ドイツ語: Staufenberg, ドイツ語発音: [ˈʃta͜uf̩nbɛrk]) は、ドイツ連邦共和国ヘッセン州ギーセン郡北部に位置する市である。

## 地理

### 位置
建て込んだ都市は西のロラーに直接つながっている。大学都市で中部ヘッセンの中心都市であるギーセンはシュタウフェンベルクの南に隣接する。ラーン川沿いのマールブルクは約 20 km 北に位置している。

### 隣接する市町村
シュタウフェンベルクは、北はフロンハウゼンとエプスドルファーグルント（ともにマールブルク＝ビーデンコプフ郡）、東はアレンドルフ (ルムダ)、南はブーゼック、西はロラー（以上、ギーセン郡）と接している。

### 市の構成
ダウブリンゲン、マインツラー、シュタウフェンベルク、トライス・アン・デア・ルムダの各市区がシュタウフェンベルク市に属している。
約 8,500人の人口は、シュタウフェンベルク区 2,600人、トライス区 2,300人、マインツラー区 1,800人、ダウブリンゲン 1,800人と分かれている。シュタウフェンベルク区は、遅くとも1336年には都市権を有していた。

## 歴史

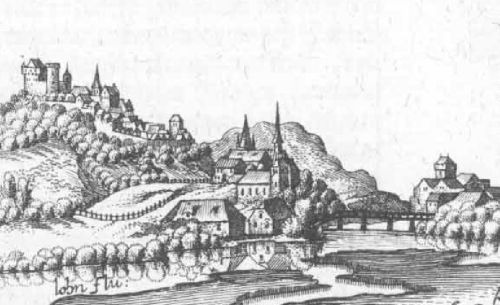
1655年に出版されたマテウス・メーリアンの銅版画に描かれたシュタウフェンベルク

### 合併
ヘッセン州の地域再編に伴って、1974年7月1日にそれまで独立した町村であったダウブリンゲン、マインツラー、トライス・アン・デア・ルムダがシュタウフェンベルク市と合併し、新たな自治体シュタウフェンベルク市が形成された。この街は、1974年7月1日からギーセン郡が再編成された1979年8月1日までラーン＝ディル郡に属していた。

### 分割
1974年7月1日に、人口100人足らずの地域が隣のロラーに分割編入された。

## 行政

### 市議会
2011年3月27日の選挙以降、この街の市議会は27議席からなる。

### 市長
44歳の弁護士でドイツ社会民主党員のペーター・ゲフェラーはシュタウフェンベルク市の新しい市長に選出された。ゲフェラーは 54.7 % の票を獲得した。対立候補のデニス・プッヒャー (FDP) は 41.1 %、ザビーネ・ロホニット（無所属）は 4.3 % であった。投票率は 53.02 % であった。これによりゲフェラーは、決選投票なしでホルスト・ミュンヒ (SPD) の後継市長に就任した。

### 姉妹都市
- タルジャン（英語版、ハンガリー語版）（ハンガリー、コマーロム・エステルゴム県）1990年
- モラヴスカー・トジェボヴァー（英語版、チェコ語版）（チェコ、パルドゥビツェ州）2004年[7]

## 文化と見所

### 文化財

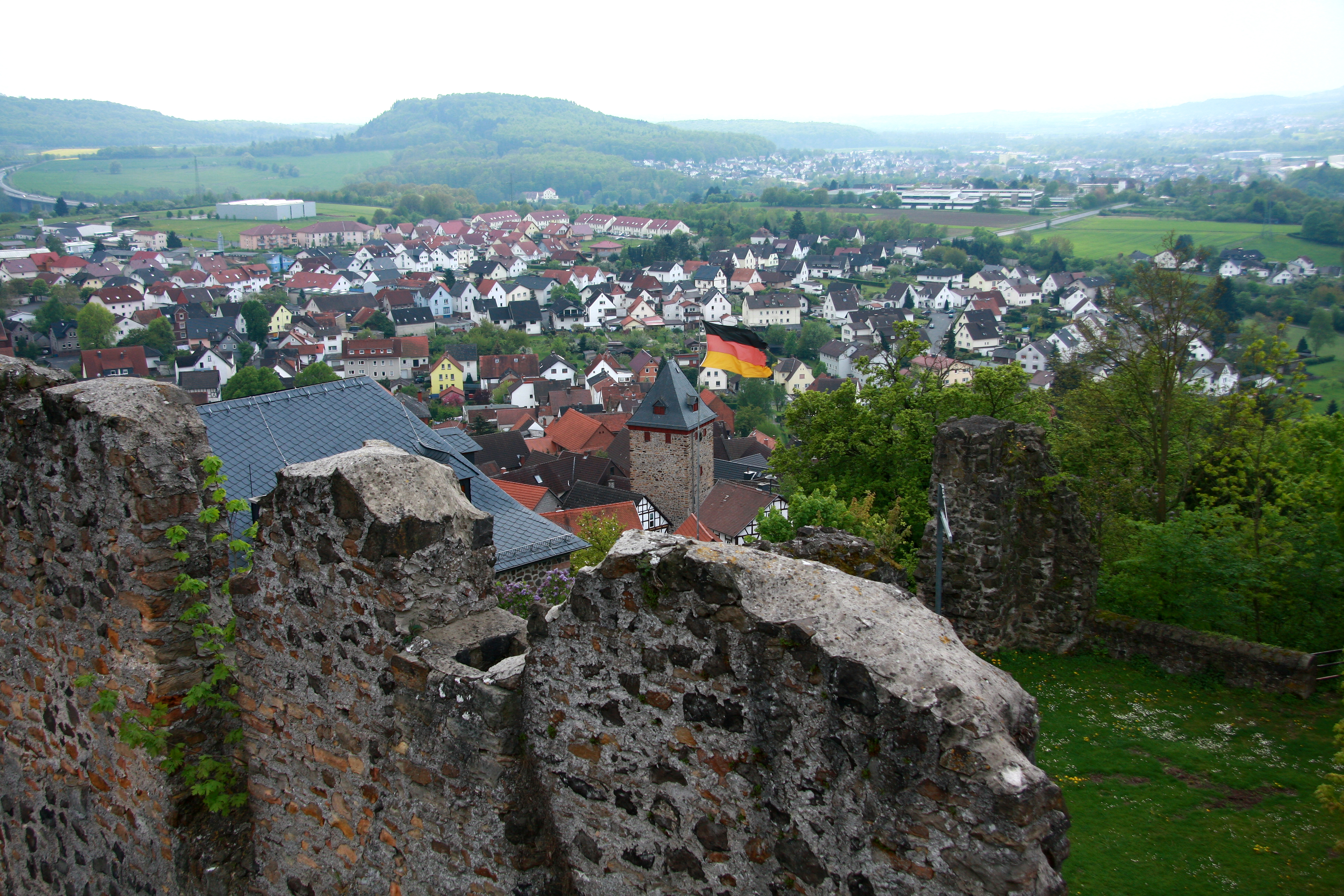
シュタウフェンベルク城から市街を望む

トライス地区のアレンドルフとの地区境にあるトーテンベルクは、多くの考古学的特異性を備えている。南東斜面麓のいわゆるクヴァルツィートアプリス（岩陰遺跡）の研究により、旧石器時代の石器道具が発掘されている。城塞平面の環状土塁からは様々な時代、特にミヒェルスベルク文化時代、旧鉄器時代、中世初期の出土品が見つかっている。
シュタウフェンベルクの地名の由来となった山城であるシュタウフェンベルク城は、中世の市場都市シュタウフェンベルク発展の核となった。オーバーブルク（上の城）の遺跡、レストランとして利用されているウンターブルク（下の城）、中世後期の楼門で装飾された旧市街をもつシュタウフェンベルク市区は、現在もギーセン郡北部の風景を印象づけている。

### 交通
ギーセン北ジャンクション北側の連邦道B3a号線に直接接続する。この道路は、連邦アウトバーン A480号ヴェッツラー – ライスキルヒェン線に接続する。州道 L3146号線がルムダタール（ルムダ川の谷）を通っている。
1902年から1981年までルムダタール鉄道が旅客運行を行っていた。この路線は、ロラー駅からロンドルフを経由してグリューンベルクまで運行していた。現在は、ディディアー＝ヴェルクの接続点まで貨物運行がなされている。1993年以降定期的に特別列車が運行したが、1997年からはマインツラー駅止まりとなっている。ダウブリンゲンにもう一つの駅があった。バス路線による旅客運行は、第520路線グリューンベルク – ロンドルフ – ロラー – ギーセン線と通学用バスの第52路線が行っている。

### スポーツ
この街で最も重要なスポーツクラブがTV 05 マインツラーである。このクラブの女子ハンドボールチームは長年にわたってブンデスリーガ1部にあって、DHB杯をシュタウフェンベルクに1度もたらした。現在このチームはランデスリーガ・ミッテ（ヘッセン）でプレイしている。各地区にはそれぞれ、幅広いスポーツ種目を提供するクラブがある。1年で最も重要な祭りは、シュタウフェンベルク、マインツラー、トライスの各地区の中心部で開催される教会開基祭であるこれを運営するのが、シュタウフェンベルクでは学生組合「ゲルマニア」e.V.、マインツラーでは学生組合「フロージン」e.V.、トライスでは「トレーザー・ムスプレッツァー」e.V.である。

### 文学におけるシュタウフェンベルク

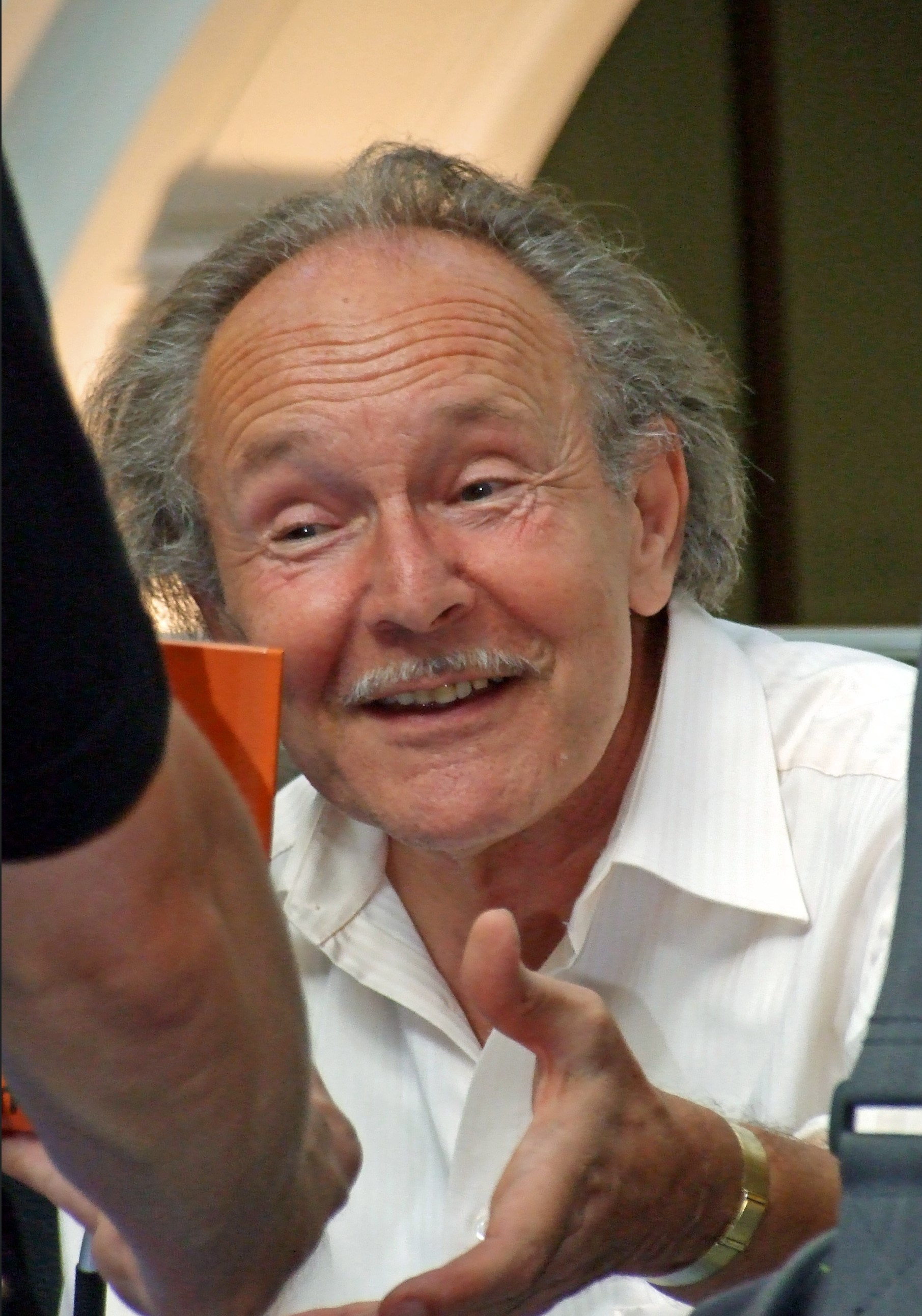
ペーター・クルツェック

幼少期をシュタウフェンベルクで過ごした作家ペーター・クルツェックは、「子供の頃の村」である1950年代のシュタウフェンベルクを小説『Kein Frühling』（1987年、2007年改訂）のテーマとした。この作品は、1991年にアルフレート＝デプリン賞をクルツェックにもたらした。
クルツェックはこの他に、口述の形で終戦後のシュタウフェンベルクを音声ドキュメントとして記録した（『Ein Sommer, der bleibt』、2007年）。これは2008年に hr2によって音声ブックとして刊行された。この作品は「文学史に残る成果」として賞賛され、テキスト版がないにもかかわらず、小説として見なされている。

## 人物
- ヴォルフガング・シュッツバール（ドイツ語版、英語版）（1483年 - 1566年）ドイツ騎士団総長。トライスで生まれた。

## 引用
1. ↑  Hessisches Statistisches Landesamt: Bevölkerung in Hessen am 31.12.2023 (Landkreise, kreisfreie Städte und Gemeinden, Einwohnerzahlen auf Grundlage des Zensus 2011)]
2. ↑  Max Mangold, ed (2005). Duden, Aussprachewörterbuch (6 ed.). Dudenverl. p. 745. ISBN 978-3-411-04066-7
3. ↑  Stadtteile - Stadt Staufenberg（2015年5月20日 閲覧）
4. 1 2 3  Statistisches Bundesamt (Hrsg.): Historisches Gemeindeverzeichnis für die Bundesrepublik Deutschland. Namens-, Grenz- und Schlüsselnummernänderungen bei Gemeinden, Kreisen und Regierungsbezirken vom 27. 5. 1970 bis 31. 12. 1982. W. Kohlhammer GmbH, Stuttgart und Mainz 1983, ISBN 3-17-003263-1, pp. 365, 387.
5. ↑  ヘッセン州統計局: 2011年3月27日のシュタウフェンベルク市議会議員選挙結果（2015年5月20日 閲覧）
6. ↑  ヘッセン州統計局: 2011年3月27日のシュタウフェンベルク市長選挙結果（2015年5月20日 閲覧）
7. ↑  Städtepartnerschaften - Stadt Staufenberg（2015年5月20日 閲覧）
8. ↑  Projekt Regionalarchäologie - Totenberg/Kreis Gießen（2015年5月22日 閲覧）
9. ↑  TV1905 Mainzlar（2015年5月22日 閲覧）
10. ↑  Hubert Winkels: Wie ein ewiger Augenblick, ZEIT ONLINE 2007年11月25日付け（2015年5月22日 閲覧）